# 保羅森山脈
72°10′S 1°21′E / 72.167°S 1.350°E
保羅森山脈（德語：Paulsenberge）是南極洲的山脈，位於毛德皇后地的瑪塔公主海岸，屬於斯維爾德魯普山脈的一部分，由德國探險隊發現，現時由南極條約體系管理。